# S.C.A.R.S. (videojoc)
S.C.A.R.S. (que vol dir Super Computer Animal Racing Simulator, encara que no mencionat) és un videojoc de curses amb cotxes amb forma d'animals. Va ser llançat per la Nintendo 64, PlayStation i Microsoft Windows.

## Rebuda
IGN va qualificar la versió de PS1 el 1998, i va puntuar (de 10) 8,0 per a la presentació, 9,0 per a gràfics, 8,0 per a so, 7,0 per jugabilitat, 6,0 per apel·lació duradora i una puntuació global de 6,5 sobre 10.
Next Generation va revisar la versió de PlayStation del joc, va qualificar dues estrelles sobre cinc i va declarar que "Per tots els seus defectes, SCARS no és terrible, i és un dels pocs jocs de PlayStation que permet a quatre jugadors competir en 3D en una pantalla dividida. Si teniu un Multitap, això és gairebé una compra digna. Sense un Multitap, és un joc de curses de colors, però no gaire més."
Next Generation va revisar la versió de Nintendo 64 del joc i va qualificar tres estrelles sobre cinc i va afirmar que és "Un dels millors clons de Mario Kart, S.C.A.R.S. fa gairebé tot bé, superant tant els gràfics com el control de la versió de PlayStation. El joc és un repte i addicte sense molestar el jugador fins al punt de frustració."
The Sports Gaming Network va revisar el joc el 1999, qualificant-lo (de 100) els gràfics 84, so 58, interfície 72, jugabilitat 80, dificultat 88 i, en general, 76. Va afirmar que els gràfics eren aguts i colorits, el so era avorrit i "mort", el joc era una mica eclèctic amb la configuració futura i gràfics d'armes i dibuixos animats.
Computer & Video Games va qualificar la versió de Windows el 2001, donant-li una puntuació global de 4,9 sobre 10, afirmant que les armes del joc són genials, però una mica molestes.